# Ferrère
Ferrère é uma comuna francesa na região administrativa de Occitânia, no departamento dos Altos Pirenéus. Estende-se por uma área de 57,56 km². Em 2010 a comuna tinha 44 habitantes (densidade: 0,8 hab./km²).